# تنها در تاریکی (مجموعه بازی)
تنها در تاریکی (به انگلیسی: Alone in the Dark) یک مجموعه بازی ویدئویی در سبک ترس و بقا است که توسط شرکت اینفوگریمز ساخته و منتشر می‌شدند. این بازی اولین بار با عنوان تنها در تاریکی در تاریخ ۱۹۹۲ و آخرین نسخه آن در ژوئن ۲۰۱۵ عرضه شد.

## بازی‌ها
این بازی‌ها شامل نسخه‌های زیر بوده‌است:
- تنها در تاریکی
- تنها در تاریکی ۲
- تنها در تاریکی ۳
- تنها در تاریکی: کابوس جدید
- تنها در تاریکی (بازی ۲۰۰۸)
- تنها در تاریکی: نورپردازی